# Lensen Glacier
Lensen Glacier är en glaciär i Antarktis. Den ligger i Östantarktis. Nya Zeeland gör anspråk på området. Lensen Glacier ligger 1 618 meter över havet.
Terrängen runt Lensen Glacier är huvudsakligen kuperad, men åt nordost är den platt. Trakten är obefolkad. Det finns inga samhällen i närheten.